# Mariakrita
La mariakrita és un mineral de la classe dels òxids que pertany al grup de la hidrocalumita.

## Característiques
La mariakrita és un hidròxid de fórmula química [Ca₄Al₂(OH)₁₂(H₂O)₄][Fe₂S₄]. Va ser aprovada com a espècie vàlida per l'Associació Mineralògica Internacional l'any 2022, i va ser publicada a la revista internacional American Mineralogist per Mikhail N. Murashko et al. en el mes de gener de 2025 amb el títol «Mariakrite, [Ca₄Al₂(OH)₁₂(H₂O)₄][Fe₂S₄], a new mineral, the first layered double hydroxide intercalated with dithioferrate (iron disulfide) chains». Cristal·litza en el sistema triclínic.
L'exemplar que va servir per a determinar l'espècie, el que es coneix com a material tipus, es troba conservat a les col·leccions del Museu Mineralògic Fersmann, de l'Acadèmia de Ciències de Rússia, a Moscou (Rússia), amb el número de registre: 5694/1.

## Formació i jaciments
Va ser descoberta a la conca de l'Hatrurim, al Consell Regional de Tamar (Districte del Sud, Israel). Aquest indret és l'únic a tot el planeta on ha estat descrita aquesta espècie mineral.